# Álbuns número um na Dance/Electronic Albums em 2014
Este anexo lista os álbuns que alcançaram a primeira posição na Dance/Electronic Albums no ano de 2014. A tabela é publicada semanalmente pela revista Billboard e classifica as vendas físicas e digitais dos discos de música eletrônica e dance nos Estados Unidos a partir de dados recolhidos pela Nielsen SoundScan.

## Histórico
| Data            | Álbum                  | Artista          | Vendas aproximadas | Referências   |
| --------------- | ---------------------- | ---------------- | ------------------ | ------------- |
| 4 de janeiro    | Artpop                 | Lady Gaga        | N/A                | [ 2 ]         |
| 11 de janeiro   | Artpop                 | Lady Gaga        | N/A                | [ 3 ]         |
| 18 de janeiro   | Artpop                 | Lady Gaga        | N/A                | [ 4 ]         |
| 25 de janeiro   | Artpop                 | Lady Gaga        | N/A                | [ 5 ]         |
| 1º de fevereiro | Artpop                 | Lady Gaga        | N/A                | [ 6 ]         |
| 8 de fevereiro  | Random Access Memories | Daft Punk        | N/A                | [ 7 ]         |
| 15 de fevereiro | Random Access Memories | Daft Punk        | 30 mil             | [ 8 ] [ 9 ]   |
| 22 de fevereiro | Random Access Memories | Daft Punk        | N/A                | [ 10 ]        |
| 1º de março     | Love Death Immortality | The Glitch Mob   | N/A                | [ 11 ]        |
| 8 de março      | Random Access Memories | Daft Punk        | N/A                | [ 12 ]        |
| 15 de março     | Random Access Memories | Daft Punk        | N/A                | [ 13 ]        |
| 22 de março     | The White Album        | Hillsong United  | N/A                | [ 14 ]        |
| 29 de março     | True                   | Avicii           | N/A                | [ 15 ]        |
| 5 de abril      | Recess                 | Skrillex         | 47 mil             | [ 16 ] [ 17 ] |
| 12 de abril     | Recess                 | Skrillex         | N/A                | [ 18 ]        |
| 19 de abril     | Recess                 | Skrillex         | N/A                | [ 19 ]        |
| 26 de abril     | Recess                 | Skrillex         | N/A                | [ 20 ]        |
| 3 de maio       | Savages                | Breathe Carolina | N/A                | [ 21 ]        |
| 10 de maio      | Recess                 | Skrillex         | N/A                | [ 22 ]        |
| 17 de maio      | Shatter Me             | Lindsey Stirling | 56 mil             | [ 23 ] [ 24 ] |
| 24 de maio      | Shatter Me             | Lindsey Stirling | N/A                | [ 25 ]        |
| 31 de maio      | White Women            | Chromeo          | N/A                | [ 26 ]        |
| 7 de junho      | Shatter Me             | Lindsey Stirling | N/A                | [ 27 ]        |
| 14 de junho     | Do It Again            | Röyksopp e Robyn | N/A                | [ 28 ]        |